# Olkusz
Olkusz là một thị trấn thuộc huyện Olkuski, tỉnh Małopolskie ở nam Ba Lan. Thị trấn có diện tích 25 km². Đến ngày 1 tháng 1 năm 2011, dân số của thị trấn là 36869 người và mật độ 1437 người/km².